# George Nicol
Pour les articles homonymes, voir Nicol.
George Nicol (né le 28 décembre 1886 à Battersea et décédé le 28 janvier 1967 à Brighton) est un athlète britannique spécialiste du 400 mètres. Son club était le Polytechnic Harriers.

## Biographie

### Palmarès
| Date | Compétition           | Lieu      | Résultat | Performance  |
| ---- | --------------------- | --------- | -------- | ------------ |
| 1912 | Jeux olympiques d'été | Stockholm | 3e       | 3 min 23 s 2 |

### Records
| Épreuve    | Performance | Lieu | Date |
| ---------- | ----------- | ---- | ---- |
| 400 mètres | 49 s 4      |      | 1913 |